# 동거차국민학교 상죽도분실
동거차국민학교 상죽도분실은 대한민국 전라남도 진도군 조도면 서거차도리에 있었던 국민학교 분실이다.

## 연혁
- 일자미상 거차국민학교 상죽도분실 개설 인가
- 1963년 12월 16일 상죽도분실 개설
- 1967년 4월 1일 도서벽지학교 '갑'급 지정
- 1979년 2월 1일 도서벽지학교 '특'급 조정
- 1982년 3월 1일 도서벽지학교 '갑'급 조정
- 1985년 9월 1일 동거차국민학교 상죽도분실 개편
- 1986년 1월 1일 도서벽지학교 '가'급 조정
- 1994년 8월 31일 폐교 및 조도국민학교 통폐합